# Aljoša Vasić
Aljoša Vasić (in serbo Аљоша Васић?; Camposampiero, 21 aprile 2002) è un calciatore serbo con cittadinanza italiana, centrocampista del Palermo e della nazionale serba Under-21.

## Biografia
Vasic è nato a Camposampiero, in provincia di Padova, da genitori serbo-bosniaci provenienti da Banja Luka.
Possiede la cittadinanza italiana, serba e bosniaca.

## Caratteristiche tecniche
Nonostante abbia giocato come attaccante all'inizio della sua carriera giovanile, Vasic è stato spostato nel ruolo di mezzala pochi anni prima del suo debutto nel calcio professionistico. È apprezzato per le sue qualità fisiche e il suo atletismo, così come per la sua abilità nei duelli aerei e per i suoi movimenti senza palla. Durante la sua permanenza al Padova venne paragonato a calciatori come Jorginho e Marco Tardelli dai suoi allenatori della prima squadra.

## Carriera

### Club

#### Padova e prestito al Lecco
Approda nel settore giovanile del Padova nel 2011, per poi trascorrere una stagione in prestito al Cittadella prima di ritornare nelle giovanili del club natale. Dopo aver disputato tutta la trafila nei campionati giovanili, viene promosso in prima squadra all'inizio della stagione 2020-2021, sotto la guida di Andrea Mandorlini. Il 30 settembre successivo, fa il suo esordio nel calcio professionistico giocando, da titolare, la sfida valida per il secondo turno di Coppa Italia contro il Frosinone, vinta per 3-1. Fa il suo debutto in campionato il 2 novembre dello stesso anno, subentrando nella vittoria esterna per 2-0 contro il Cesena. Durante l'annata viene impiegato sporadicamente totalizzando 10 presenze, compresa la finale dei play-off persa contro l'Alessandria.
Nella stagione successiva non trova molto spazio con Massimo Pavanel in panchina, venendo soprattutto utilizzato in Coppa Italia di Serie C e racimolando 10 presenze fino a gennaio. Il giorno 31 dello stesso mese, viene comunicato il suo prolungamento del contratto fino al 2026, e venendo girato in prestito al Lecco fino alla termine della stagione. Debutta con i Blucelesti il 5 febbraio successivo, nel pareggio esterno contro la Pro Patria. Con il club lombardo, totalizza 13 presenze.
Tornato alla base, nella stagione successiva diventa da subito un pilastro portante della squadra veneta ed il 17 settembre realizza il suo primo gol in carriera, nella vittoria per 3-0 in campionato contro la Pro Patria, fornendo anche un assist. Va in gol anche nella partita successiva decidendo la gara contro il Pordenone. La sua annata continua in crescendo, disputando 37 partite complessivamente e andando in rete per ben 8 volte, secondo miglior marcatore della squadra.

#### Palermo
Il 5 luglio 2023 viene ufficializzato il suo trasferimento al Palermo, militante in Serie B, per 2 milioni di euro più bonus, firmando un quinquennale con il club rosanero. Debutta con le Aquile il 12 agosto successivo, da titolare, nella sfida valida per il primo turno di Coppa Italia contro il Cagliari, persa per 2-1 ai tempi supplementari. Sei giorni più tardi, fa il suo esordio in campionato, nel pareggio esterno a reti bianche contro il Bari.

### Nazionale
Nel settembre del 2023 viene convocato per la prima volta dalla Nazionale Under 21. Il 12 settembre successivo, debutta nella vittoria casalinga contro l'Azerbaijan, valida per le qualificazioni agli Europei.

## Statistiche

### Presenze e reti nei club
Statistiche aggiornate al 17 maggio 2025
| Stagione        | Squadra         | Campionato      | Campionato | Campionato | Coppe nazionali | Coppe nazionali | Coppe nazionali | Coppe continentali | Coppe continentali | Coppe continentali | Altre coppe | Altre coppe | Altre coppe | Totale | Totale |
| Stagione        | Squadra         | Comp            | Pres       | Reti       | Comp            | Pres            | Reti            | Comp               | Pres               | Reti               | Comp        | Pres        | Reti        | Pres   | Reti   |
| --------------- | --------------- | --------------- | ---------- | ---------- | --------------- | --------------- | --------------- | ------------------ | ------------------ | ------------------ | ----------- | ----------- | ----------- | ------ | ------ |
| 2020-2021       | Padova          | C               | 6+3        | 0          | CI              | 1               | 0               | -                  | -                  | -                  | -           | -           | -           | 10     | 0      |
| 2021-gen. 2022  | Padova          | C               | 5          | 0          | CI+CI-C         | 1+4             | 0               | -                  | -                  | -                  | -           | -           | -           | 10     | 0      |
| gen.-giu. 2022  | Lecco           | C               | 13         | 0          | CI-C            | -               | -               | -                  | -                  | -                  | -           | -           | -           | 13     | 0      |
| 2022-2023       | Padova          | C               | 35+2       | 8          | CI+CI-C         | 0               | 0               | -                  | -                  | -                  | -           | -           | -           | 37     | 8      |
| Totale Padova   | Totale Padova   | Totale Padova   | 51         | 8          |                 | 6               | 0               |                    | -                  | -                  |             | -           | -           | 57     | 8      |
| 2023-2024       | Palermo         | B               | 19         | 0          | CI              | 1               | 0               | -                  | -                  | -                  | -           | -           | -           | 20     | 0      |
| 2024-2025       | Palermo         | B               | 24+1       | 0          | CI              | 2               | 0               | -                  | -                  | -                  | -           | -           | -           | 26     | 0      |
| Totale Palermo  | Totale Palermo  | Totale Palermo  | 43+1       | 0          |                 | 3               | 0               |                    | -                  | -                  |             | -           | -           | 47     | 0      |
| Totale carriera | Totale carriera | Totale carriera | 106        | 8          |                 | 9               | 0               |                    | -                  | -                  |             | -           | -           | 115    | 8      |